# Życie, którego nie było
Życie, którego nie było – amerykański thriller z 2004 roku.

## Opis fabuły
Telly nie może pogodzić się ze śmiercią 8-letniego Sama, który zginął w katastrofie lotniczej. Podczas terapii, która ma uratować ich małżeństwo, jej mąż wyznaje, że nigdy nie mieli dziecka. Lekarz twierdzi, że kobieta zwariowała. Ale kiedy Telly poznaje Asha, który też przeżył tę katastrofę, okazuje się, że stoi za tym...

## Obsada
- Julianne Moore – Telly Paretta
- Christopher Kovaleski – Sam
- Anthony Edwards – Jim Paretta
- Jessica Hecht – Eliot
- Linus Roache – Przyjaciel
- Gary Sinise – Dr Jack Munce
- Dominic West – Ash Correll

i inni